# Палац Гуштаву Капанеми
22°54′33″ пд. ш. 43°10′26″ зх. д. / 22.9092° пд. ш. 43.17382778° зх. д.
Палац Гуштаву Капанеми (порт. Palácio Gustavo Capanema) або Будівля міністерства освіти та охорони здоров'я — урядова офісна будівля в центральному районі Ріо-де-Жанейро в Бразилії. Будучи першим модерністським проєктом у Бразилії палац є історично важливим для архітектурного розвитку модернізму в Бразилії та був внесений до попереднього списку Бразилії ЮНЕСКО.

## Історія
Побудована за проєктом групи архітекторів: Лусіо Кости, Карлуша Леао, Оскара Німейєра, Аффонсо Едуарду Рейді, Ернані Васконселуша та Жоржі Макаду Морейри. Також до команди архітекторів було запрошено відомого швейцарсько-французького архітектора-модерніста Ле Корбюзьє для нагляду за розробкою проєкту в 1935—1936 роках. Оскар Німейєр відіграв значну роль при створенні проєкту, хоча на той момент він був лише стажером у Лусіо Кости. Зведення будівлі було ініційовано урядом президента Жетулью Варгаса. Процес будівництва тривав з 1939 й до 1943 року. З переїздом усіх державних установ в 1960 році до нової столиці, міністерство освіти залишилося у своїй будівлі в Ріо, де і працює дотепер.
Будівництво розпочато урядом Жетуліо Варгаса в 1939 році та завершено в 1943 році для розміщення нового Міністерства освіти та охорони здоров'я Бразилії. У 1960 році столиця країни переїхала до Бразиліа, а будівля стала регіональним офісом міністерства в Ріо. З тих пір Міністерство освіти та охорони здоров'я було розділено на три: Міністерство освіти, Міністерство охорони здоров'я та Міністерство культури, усі вони розташовані в будівлі донині.

## Опис
Свою назву будинок отримав на честь відомого бразильського педагога, письменника та першого міністра освіти Бразилії Гуштаву Капанеми. Розташований за адресою: вул. Імпренса 16, в окрузі Кастело. На думку Ле Корбюзьє будівля мала стояти на узбережжі бухти Гуанабари, проте уряд відмовився від такого місця розташування.
Проєкт будівлі був досить сміливим для свого часу. Це була одна з перших модерністських громадських будівель у Латинській Америці. Сама будівля як одна з перших будівель, зведених у такому стилі мала значний вплив на бразильську архітектуру та естетику модернізму в цій країні. Під час облаштування використовувалися місцеві матеріали, наприклад біло-блакитна плитка, пов'язана з португальською колоніальною традицією, у сучасних настінних фресках. Внутрішній бетонний каркас 15-поверхової офісної будівлі дозволив зробити зі скла обидва широкі фасади, а на вікнах було встановлено сонцезахисні штори (жалюзі), які регулюються за спеціальною системою, створеною вперше у світі.

## Список ЮНЕСКО
У 1996 році влада країни додала будівлю до списку всесвітньої спадщини ЮНЕСКО в Бразилії. Ця будівля стала першою модерністською спорудою в Бразилії, створення якої вплинуло на всі майбутні модерністські проєкти в країні.

## Галерея

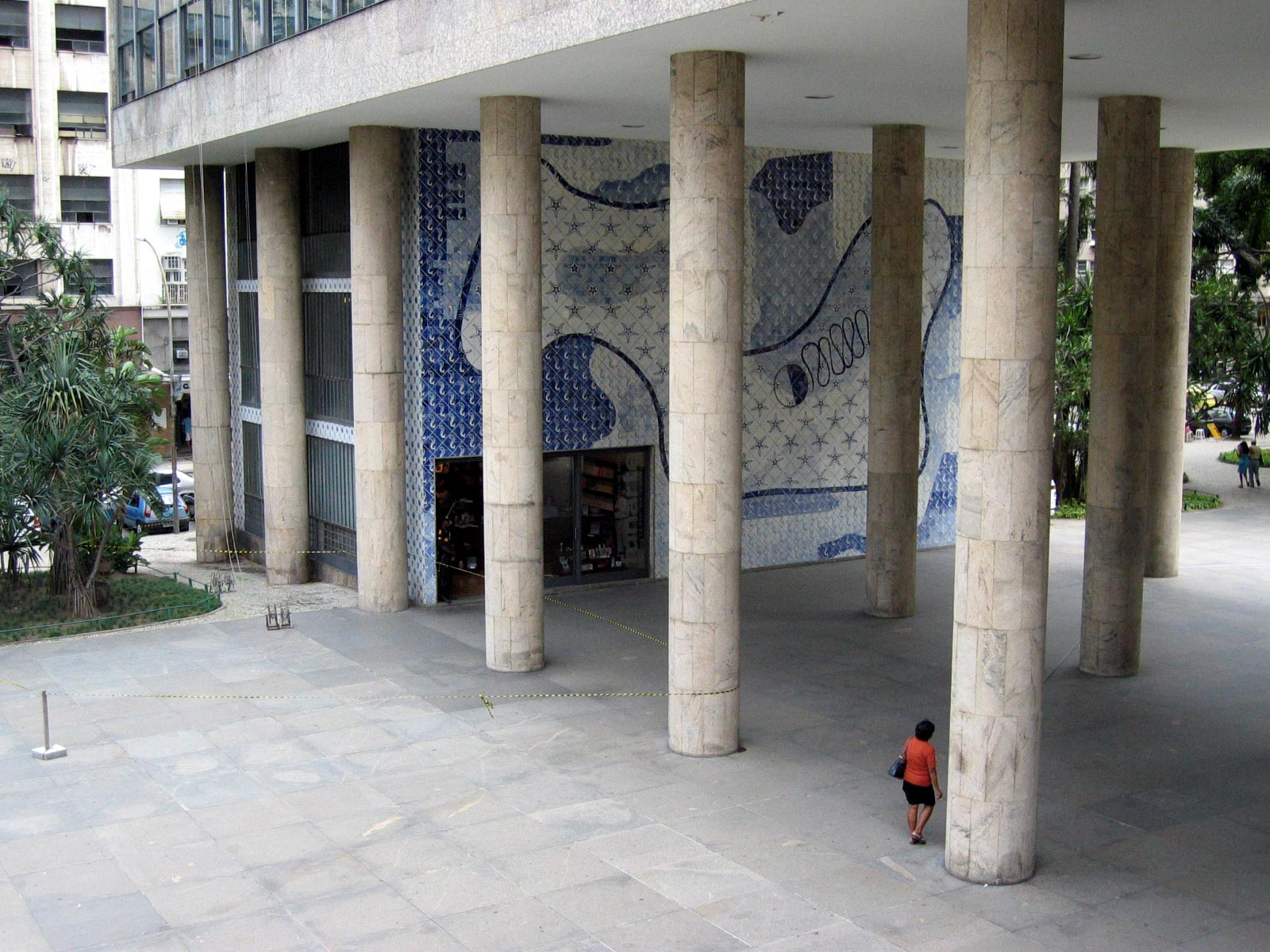
Пілони біля головного входу
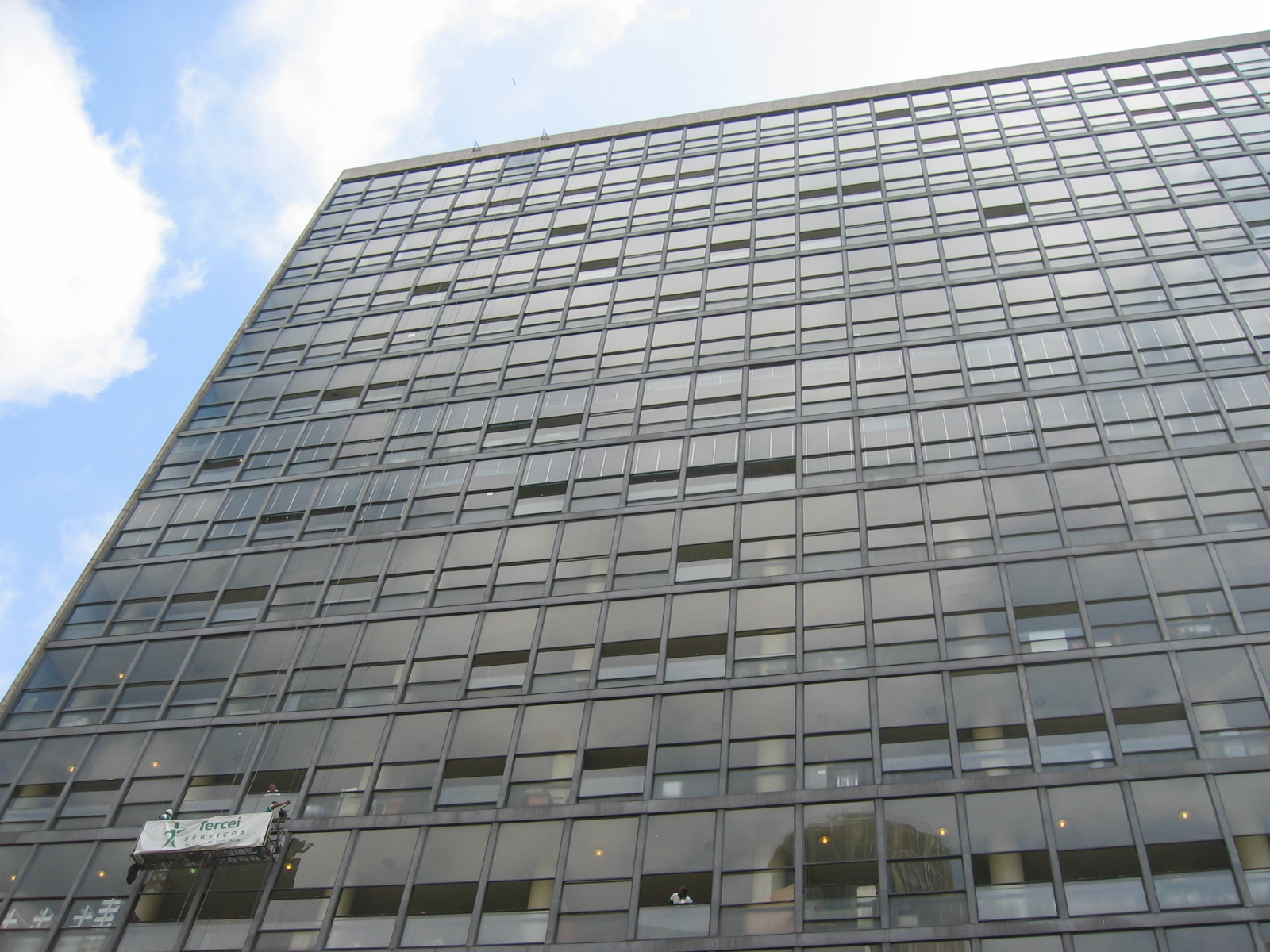
Південний фасад
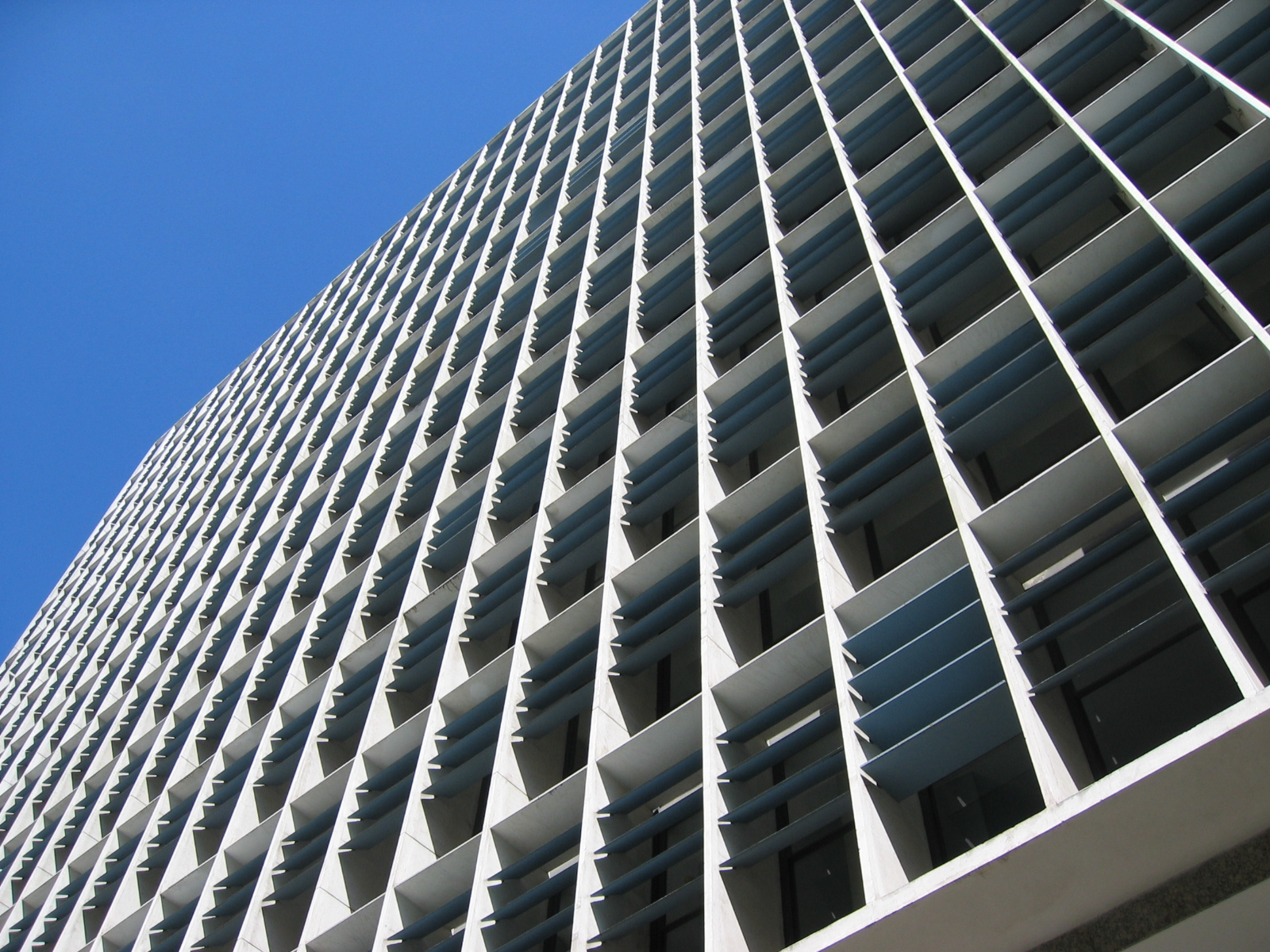
Північний фасад